# 雷纳尔多·哈恩
雷纳尔多·哈恩（法語：Reynaldo Hahn，1874年8月9日—1947年1月28日），委内瑞拉裔法國作曲家。哈恩的作品种类丰富，但其中最出色的是他的艺术歌曲，这些歌曲旋律优美动人，伴奏技法精湛，抒发了作曲家对爱情和人生的感慨，一直为世人所喜爱。

## 生平
哈恩1874年出生在委内瑞拉首都加拉加斯，他的父亲是一名犹太人，母亲是巴斯克人。哈恩三岁就和父母一起来到巴黎，10岁进入巴黎音乐学院。1909年他成为法国公民，一战爆发后，他志愿加入军队作战。战后曾在戛纳和巴黎的歌剧院任指挥，并撰写音乐评论。

## 轶事
哈恩是一位同性恋，伴侣是著名文学家马塞尔·普鲁斯特。普鲁斯特的不朽名著《追忆似水年华》中有一个人物就是以哈恩为原型而创作。